# Belém (regiometropool)

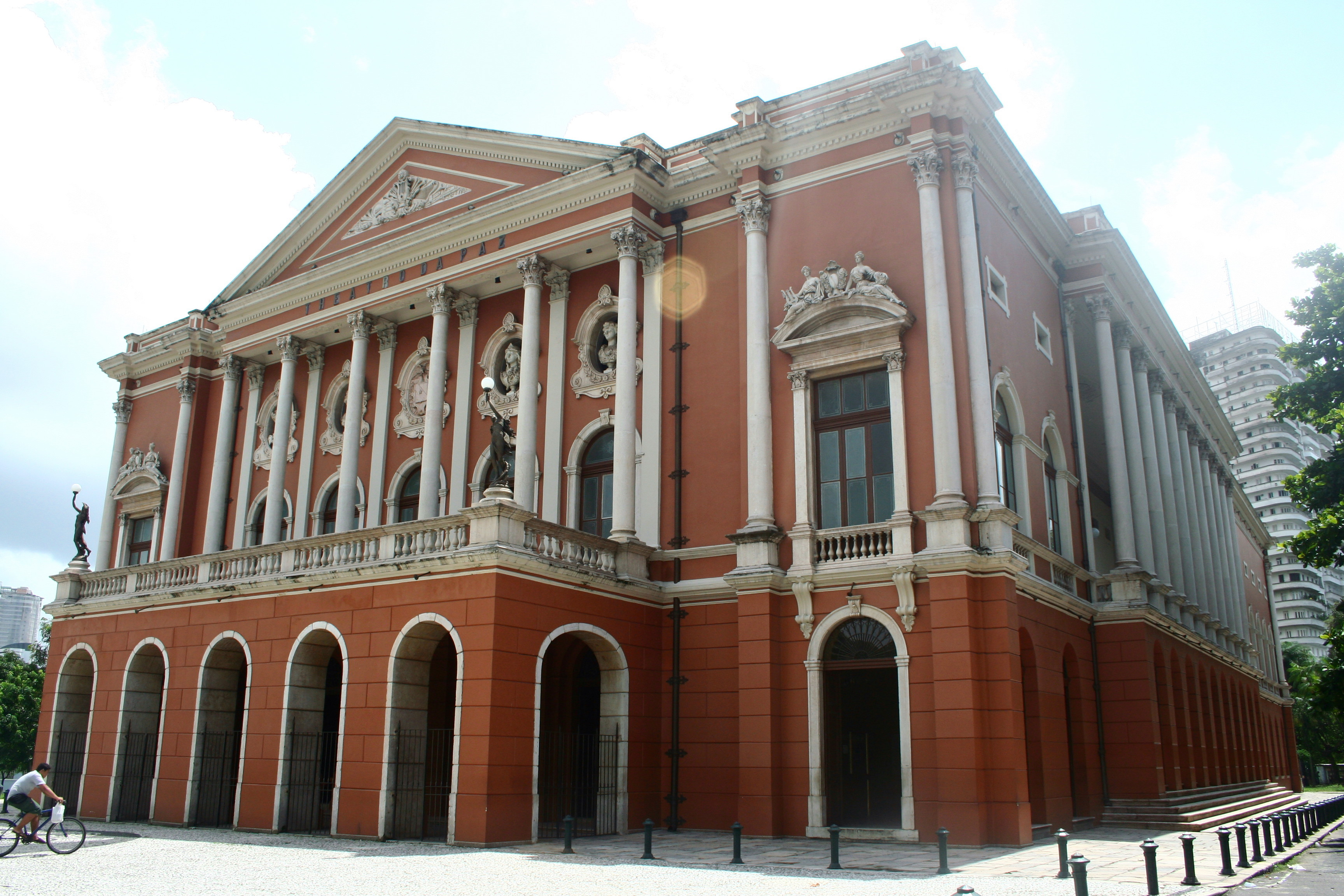

De regiometropool Belém (Região Metropolitana de Belém) is een metropool in de Braziliaanse deelstaat Pará en ligt geheel binnen het gebied van mesoregio Metropolitana de Belém. De regiometropool strekt zich uit over een deel van de twee microregio's Belém en Castanhal en omvat de volgende 6 gemeentes:
- Ananindeua (Belém)
- Belém (Belém)
- Benevides (Belém)
- Marituba (Belém)
- Santa Bárbara do Pará (Belém)
- Santa Isabel do Pará (Castanhal)

| Gemeente              | Oppervlakte (km²) | Bevolking (2008) | Bbp in R$ (2007) |
| --------------------- | ----------------- | ---------------- | ---------------- |
| Ananindeua            | 185               | 505.512          | 2.813.055.000    |
| Belém                 | 1.065             | 1.437.600        | 13.797.141.000   |
| Benevides             | 188               | 46.611           | 487.256.000      |
| Marituba              | 103               | 101.158          | 404.187.000      |
| Santa Bárbara do Pará | 278               | 14.439           | 53.590           |
| Santa Isabel do Pará  | 718               | 55.570           | 173.200          |
| Totaal                | 2.537             | 2.161.191        | 17.728.429.000   |